# Christine de Sayn-Wittgenstein-Hombourg
Christine de Sayn-Wittgenstein-Hombourg ou Christiane Elisabeth von Sayn-Wittgenstein (Hombourg, Allemagne, 27 août 1646 - Weilbourg, 19 avril 1678) est une noble allemande, fille du comte Ernest de Sayn-Wittgenstein-Hombourg (1599-1649) et de Christine de Waldeck-Wildungen (1614-1679).

## Mariage et descendance
Le 26 mai 1663 elle se marie à Hombourg avec Frédéric de Nassau-Weilbourg (1640-1675), fils du comte Ernest Casimir de Nassau-Weilbourg (1607-1655) et de la comtesse Anne de Sayn-Wittgenstein (1610-1656). Ils ont trois enfants.
- Jean Ernest de Nassau-Weilbourg, comte et prince de Nassau-Weilbourg, marié avec Marie-Polyxène de Leiningen-Dagsbourg-Hartenbourg (1662-1725)
- Guillaume Frédéric (1665-1684)
- Marie Christine (1666-1734).